# Juan Bautista Alemany Limiñana
Juan Bautista Alemany Limiñana (Alacant, 1858 – Alacant, 1918) fou un escriptor i autor teatral valencià. L'autor obtingué diversos guardons en certàmens poètics i jocs florals.
L'octubre de l'any 1885, la seva comèdia Las consecuencias, en un acte i escrita en vers, va ser premiada, amb la «Rosa de Plata», al certamen celebrat per la Societat Echegaray, de la qual Alemany era membre. L'obra va ser representada amb molt èxit al Teatro Español d'Alacant el 15 de novembre del mateix any.
Alemany va ser un dels alacantins més prolífics de la Restauració, amb obres, com ara, El gabán (1886), A caza de aventuras (1889), En busca de mi mujer (1896), Estrella errante (1897), Morir por no sufrir, Quiquet el de burriana, ¡Esa soy yo! o Tiple cómica.
Un carrer d'Alacant porta el seu nom, el «carrer de Juan Alemany Limiñana».